# Йениш, Рудольф
Рудольф Йениш (нем. Rudolf Jaenisch; род. 22 апреля 1942, Германия) — немецко-американский молекулярный биолог и генетик. 
Член Национальной академии наук США (2003) и Леопольдины (2004). Доктор медицины, профессор Массачусетского технологического института. Лауреат наипрестижнейших отличий, в частности премии Вольфа по медицине (2011), а также удостоен Национальной научной медали США (2010).
Пионер в области создания генетически модифицированных организмов. В 1974 году создал генетически модифицированных мышей. В 1998 году клонировал мышь.
В 2001 году выступил против клонирования человека.
В последние годы работает над экспрессией генов, созданием эмбриональных стволовых клеток и индуцированных стволовых клеток.
Член Американской академии искусств и наук (1992).

## Награды
- 1996 — Boehringer Mannheim Molecular Bioanalytics Prize
- 2001 — Премия Грубера по генетике, первый удостоенный
- 2002 — Премия Роберта Коха
- 2003 — Charles Rodolphe Brupbacher Preis[нем.]
- 2006 — Медаль Макса Дельбрюка[нем.]
- 2007 — Vilcek Prize[англ.]
- 2008 — Премия Мэссри
- 2009 — Ernst Schering Prize[англ.]
- 2010 — Национальная научная медаль США[12]
- 2010 — Кавалер Большого креста со звездой ордена «За заслуги перед Федеративной Республикой Германия»[13]
- 2011 — Премия Вольфа по медицине
- 2011 — Warren Triennial Prize, Massachusetts General Hospital
- 2012 — McEwen Award for Innovation
- 2013 — Медаль Бенджамина Франклина
- 2013 — Passano Award[англ.]
- 2014 — Медаль Отто Варбурга[англ.]
- 2015 — Премия фонда «March of Dimes» по биологии развития[14]